# A Taktikai Könyv (Így jártam anyátokkal)
A Taktikai Könyv az Így jártam anyátokkal című televízió-sorozat ötödik évadának nyolcadik epizódja. Eredetileg 2009. november 16-án vetítették, míg Magyarországon egy évvel később, 2010. október 11-én.
Ebben az epizódban Barney bemutatja a Taktikai Könyvet: azoknak a módszereknek a listáját, amelyekkel nőket szedhet fel. A többiek eközben Robint féltik.

## Cselekmény
Jövőbeli Ted szerint a randizás alapja a magabiztosság, mely Barneyban kétségtelenül megvolt, ám főként valamilyen szerepben adta elő ezt. A nyitójelenetben búvárnak öltözve látható a MacLaren's Bárban. Lily félrevon egy nőt, és elmondja neki, hogy Barney mennyire aljas és csak "azt" akarja tőle. A nő, Claire, leül közéjük, a többiek pedig elmesélik, mik történtek az elmúlt napokban.
A szakításuk után Barney és Robin másképp próbálták feldolgozni az eseményeket. Robin azt mondja, hogy a munkájába temetkezik, Marshall és Ted szerint viszont éppen így fogja megtalálni élete szerelmét. Példaként felhozzák pár ismerősüket, akik ugyanezt tették és nem sokkal később már házasok (vagy élettársak) voltak. Barney ezzel ellentétben visszatér a csajozás élvonalába, mégpedig a Taktikai Könyvvel, amelyben számtalan módszer található arról, hogyan csábítsa el a nőket.
Lily megpróbálja összehozni Tedet az egyik kolléganőjével, Shelly-vel. Amikor be akarja őket mutatni egymásnak, akkor veszi észre, hogy Marshall és Ted éppen azon versenyeznek, hogy kinek fér be több csiberoló a szájába. Látván, hogy ilyen körülmények közt nem mutathatja be őket egymásnak, inkább azt hazudja, hogy Ted nincs itt. De amikor Ted készen áll, Shelly már nem akar eljönni találkozni vele, ugyanis azóta találkozott egy igen érdekes férfival. Lily rájön, hogy Barney volt az, és ezen feldühödik. Barney bemutatja a módszerét, a "Lorenzo Von Matternhorn"-t, melynek keretében létrehozott egy menő imidzset: kamu weboldallal, kamu telefonnal, és egy egzotikus névvel. Bosszúból Lily felbérli az egyik barátnőjét, hogy verje át Barneyt, lopja el a Taktikai Könyvet, és ezután megfenyegeti őt, hogy az egész könyv felkerül az internetre, ha nem hagyja abba a nők szédítését.
Ezután jelent meg a bárban búvárnak öltözve, mire a banda egyből odament, hogy megnézzék, mire készül. Állítása szerint a könyvből kitépett egyik oldalt, a "Könnyűbúvár"-t akarja megcsinálni. Claire is kíváncsi a végeredményre, ezért hagyja, hogy Barney előadja magát, ami el is kezdi fényezni saját magát, amit váratlanul abbahagy. Azt állítja, hogy a Robinnal való szakítás teljesen megviselte, és így próbálja feldolgozni. A többiek meghatódnak, és azt javasolják Claire-nek, hogy menjen és hívja meg egy kávéra legalább ezt a szegény fiút. Ám ahogy elmennek, megtalálják a Taktikai Könyv kitépett oldalát, amelyben Barney leírja a módszert: mindent csak megjátszott, és a terve mindvégig ez volt. A többiek felháborodnak, Lily pedig aljas görénynek nevezi Barneyt.
Aznap este más is történik: Robin új hírolvasótársat kap Don Frank személyében, akibe első látásra beleszeret, s így Marshalléknak igaza lesz.

## Kontinuitás
- Lily ismét tanúbizonyságát adja biszexualitásának, illetve a "Te aljas görény" szófordulatot használja.
- Barney a "Selejtező" című részben mesélte el azt, milyen volt, amikor űrhajósnak hazudta magát, hogy megfektessen egy nőt.
- Lily Marshallt kéri meg, hogy tegye majd fel a Taktikai Könyvet a netre. Marshall a weboldalak készítésében a korábbi részekben is egészen ügyes volt.
- Barney a "Ted Mosby" trükk során ugyanabban a ruhában van, mint amiben Ted a "Boldogan élek" című részben volt, és azzal szédíti a nőket, hogy otthagyták az oltárnál, ami "A Shelter-sziget" című részben történt.
- Barney először "A lehetségtelen" című részben készített magáról weboldalt.

## Jövőbeli visszautalások
- Robin és Don kapcsolata tovább folytatódik "A legutolsó cigi" című részben. A "Persze, hogy" című részben jönnek össze, "Az alteregók" című epizódban pedig szakítanak.
- A "Persze, hogy" című részből kiderül, hogy Robint nagyon megviselte, hogy Barney olyan egyszerűen túltette magát a dolgokon, és még sírt is Barney egyik trükkje után.
- Barney "A tanú" című részben azt mondja, hogy ezeket a trükkjeit először vidéken próbálja ki, majd ha beválnak, akkor viszi őket New York-ba.
- Barney elpusztítja a Taktikai Könyvet "A ló túloldalán" című részben, amiről kiderül, hogy nem az eredeti, azt Jeanette robbantja fel az "Őrült, rossz értelemben" című epizódban. A könyvet aztán a "Napfelkelte" című epizódban újraalkotja szalvétákon, amiket két srácnak ad.
- Mint az "Így jártam apátokkal" című részből kiderül, Barney egyik gyermeteg trükkje, "A farkam kívánságokat teljesít", mégiscsak bevált valakinél.
- A "Vulkanikus" című részben Barney elmeséli az Anyának a búvárruhás történetet.
- Barney hasonlóképpen ünnepli a szinglilétet a "Dadagondok" című részben.

## Érdekességek
- Lorenzo Von Matternhorn weboldala és az összes, a sorozatban látott információ fent van az interneten.
- A jelenetben, amelyikben Marshall és Ted Xbox-oznak, az egyik kontrollerben nincsenek elemek.
- Az epizódban látható trükkök a "Ne idd meg", a "TNASA", a "Ted Mosby", a "Mrs. Stinsfire", az "Olcsó trükk", az "Úgysem jön el", a "Lorenzo Von Matternhorn", "A farkam kívánságokat teljesít" és a "Könnyűbúvár".

## Zene
- Wolfgang Amadeus Mozart - Rondo Alla Turca

## Vendégszereplők
- Benjamin Koldyke - Don Frank
- Sarah Wright - Claire
- Alex Parton - Danny Dakota
- Eva Amurri - Shelly
- Raquel Alessi - Roberta
- Katie Malia - Christy
- Jaime Taite - Christina
- Kim Knight - Tricia
- Jannel Diaz - Chris
- Nicole Foster Tomlinson - lány